# Dorfkirche Walkendorf

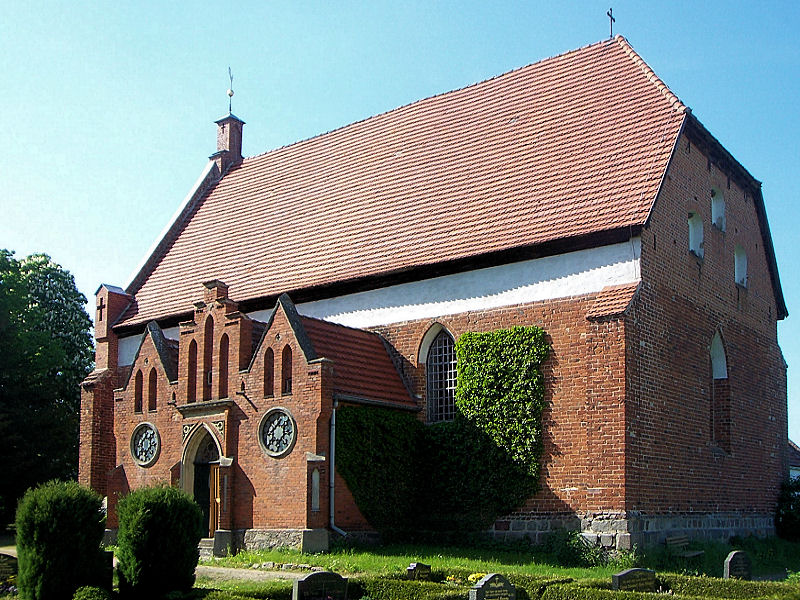
Dorfkirche in Walkendorf

Die Dorfkirche Walkendorf ist eine mittelalterliche Dorfkirche in Walkendorf im Landkreis Rostock in Mecklenburg-Vorpommern. Die Kirchengemeinde Walkendorf gehört zur Propstei Rostock, Kirchenkreis Mecklenburg der Evangelisch-Lutherischen Kirche in Norddeutschland.

## Beschreibung

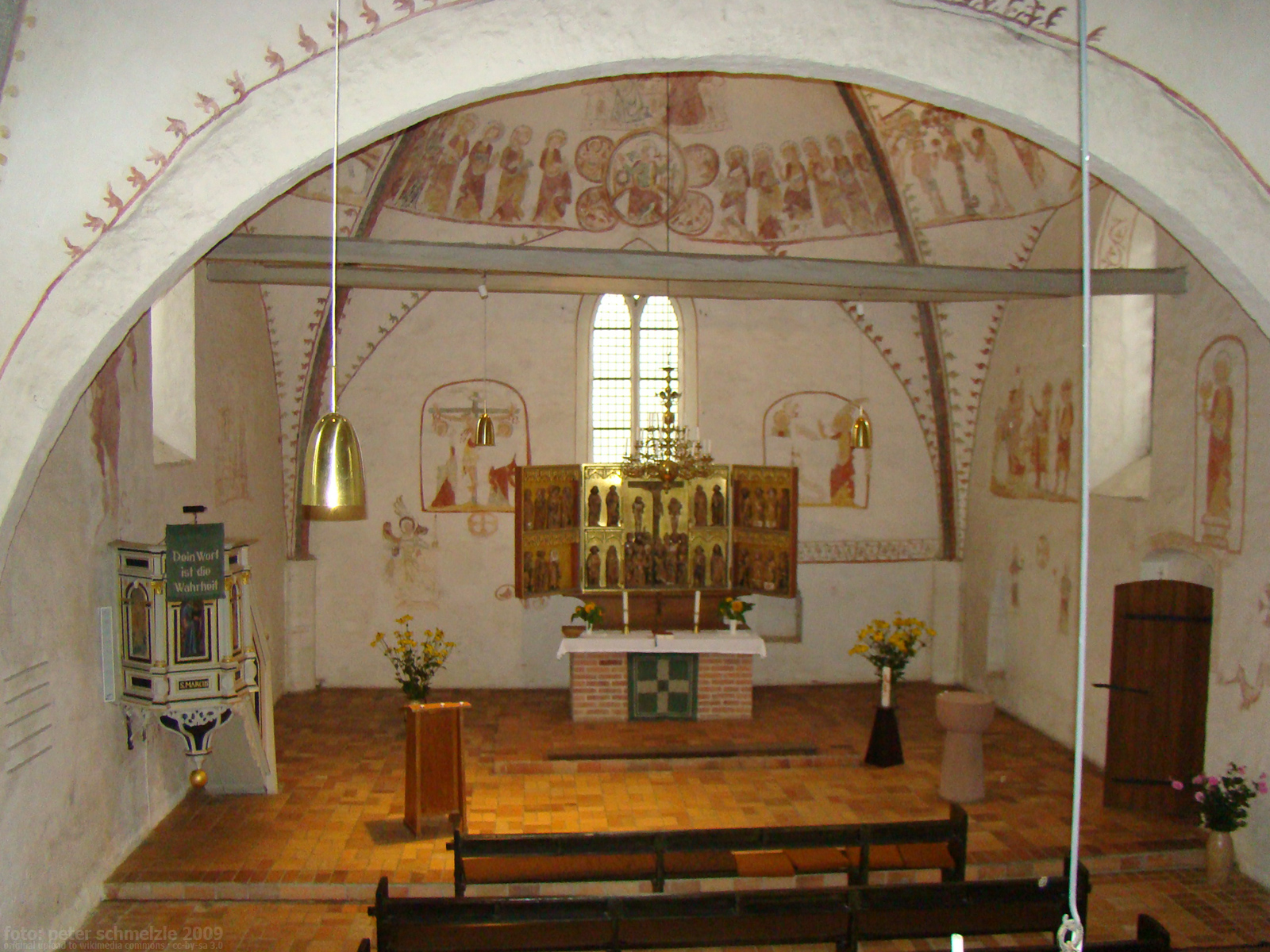
Blick zum Altar

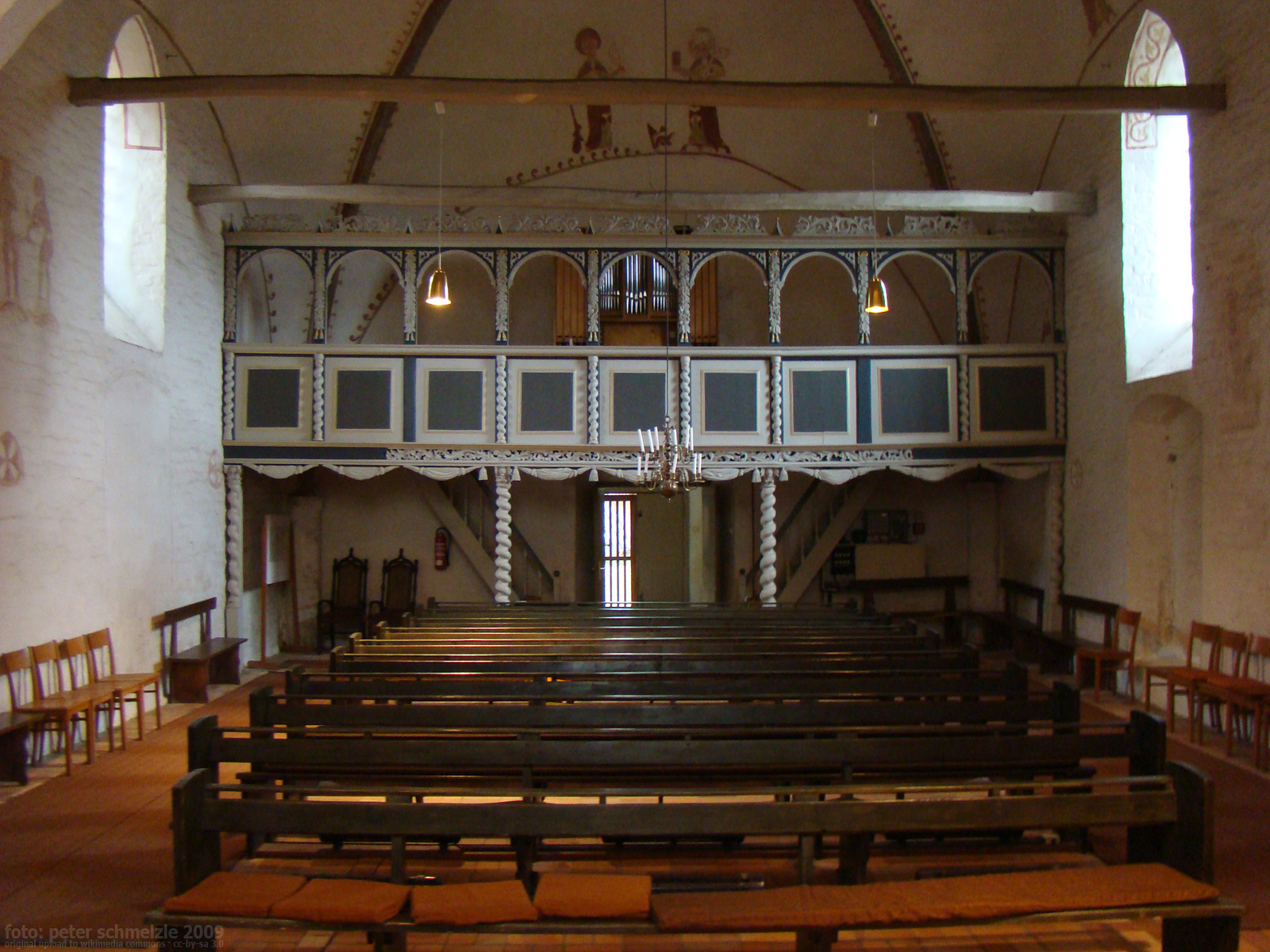
Blick zur Empore

Die Kirche wurde in der zweiten Hälfte des 13. Jahrhunderts als rechteckiger Backsteinbau mit Feldsteinsockel auf einem doppelquadratischen Grundriss errichtet. Der Zugang zur Kirche erfolgt durch ein Portal im Westgiebel, der Altarbereich ist am Ostgiebel. Die beiden quadratischen Joche der Kirche werden von einem Kreuzgewölbe überspannt. Der Ostgiebel wurde im späten 18. Jahrhundert baulich verändert und erhöht. Nördlich an die Kirche ist eine alte Sakristei angebaut, südlich wurde 1861 eine gotisierende Kapelle ergänzt. Die Kirche hat keinen Turm, stattdessen befindet sich auf dem umliegenden Friedhof ein freistehender hölzerner Glockenstuhl.
Die Wände des Kirchenschiffs sowie die Deckengewölbe tragen zahlreiche Wandmalereien aus dem 14. Jahrhundert, die im späten 17. Jahrhundert übermalt und bei einer Renovierung in den 1960er Jahren insbesondere im östlichen Joch wieder freigelegt wurden. Die Wandmalereien zeigen neben Christus und den Aposteln verschiedene alt- und neutestamentliche Szenen.
Der Schnitzaltar der Kirche stammt aus der zweiten Hälfte des 15. Jahrhunderts. Das zentrale Motiv des Mittelschreins ist eine vielfigurige Kreuzigungsszene, die auf beiden Seiten von zwei Reihen mit Heiligengestalten flankiert wird. Insgesamt sind über 40 Figuren auf dem Altar zu sehen. Die Außenseiten der Altarflügel sind mit Passionsdarstellungen des frühen 18. Jahrhunderts bemalt.
Die Kanzel der Kirche stammt von 1754. Die Westempore wurde ebenfalls im 18. Jahrhundert eingezogen, auf ihr ist eine kleine Orgel jüngeren Datums aufgestellt.

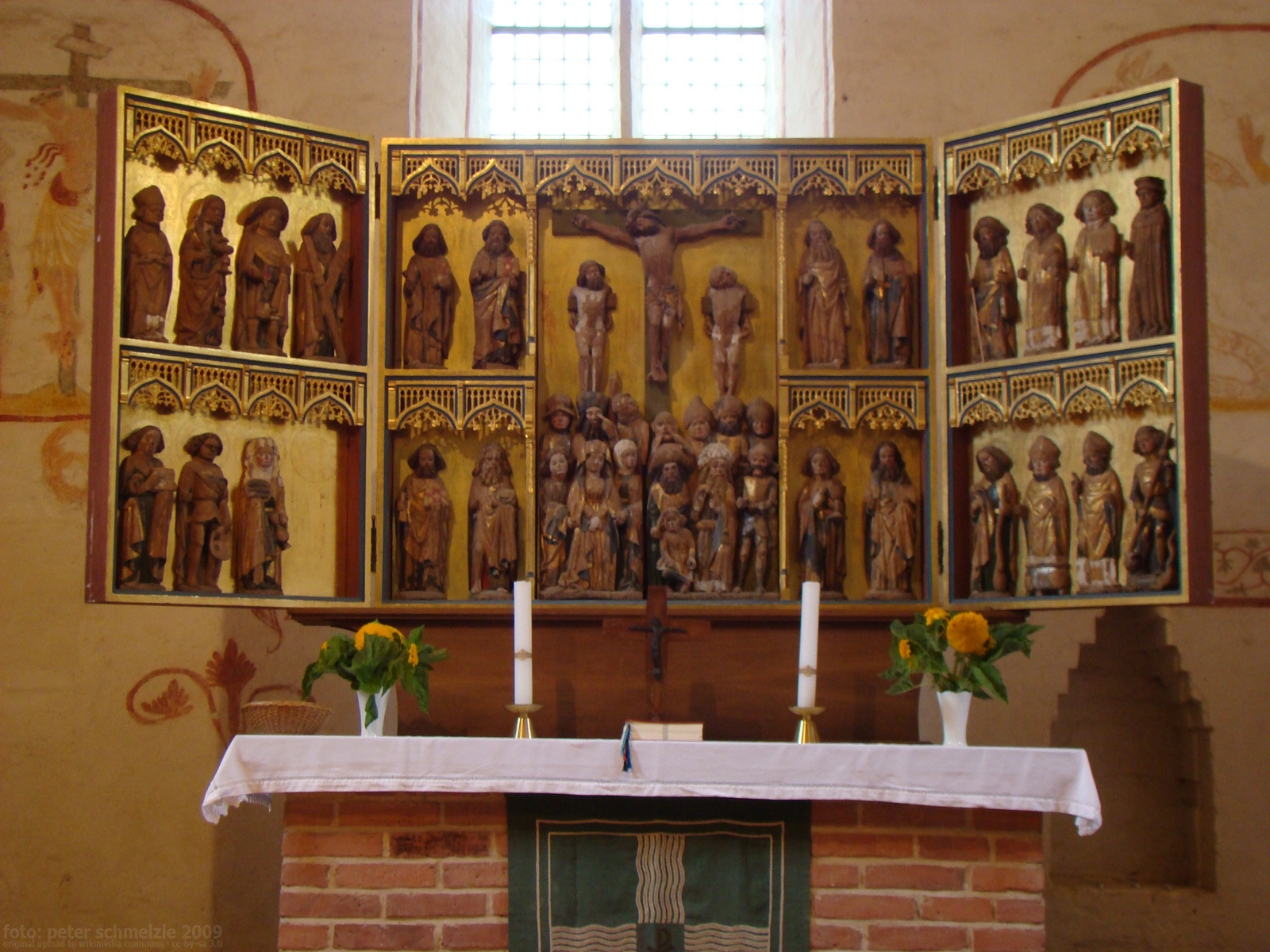
Schnitzaltar
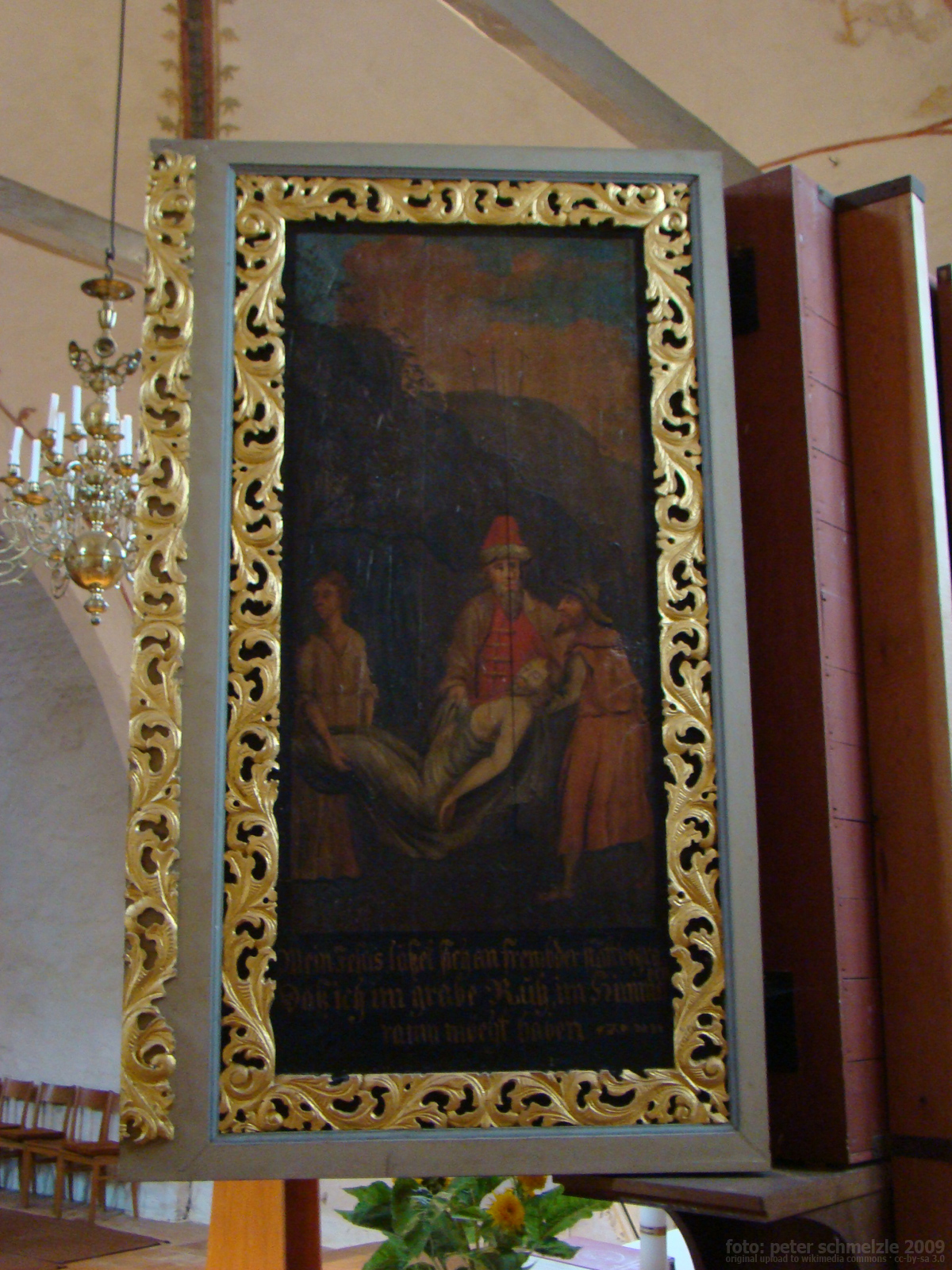
Altar-Außenseite
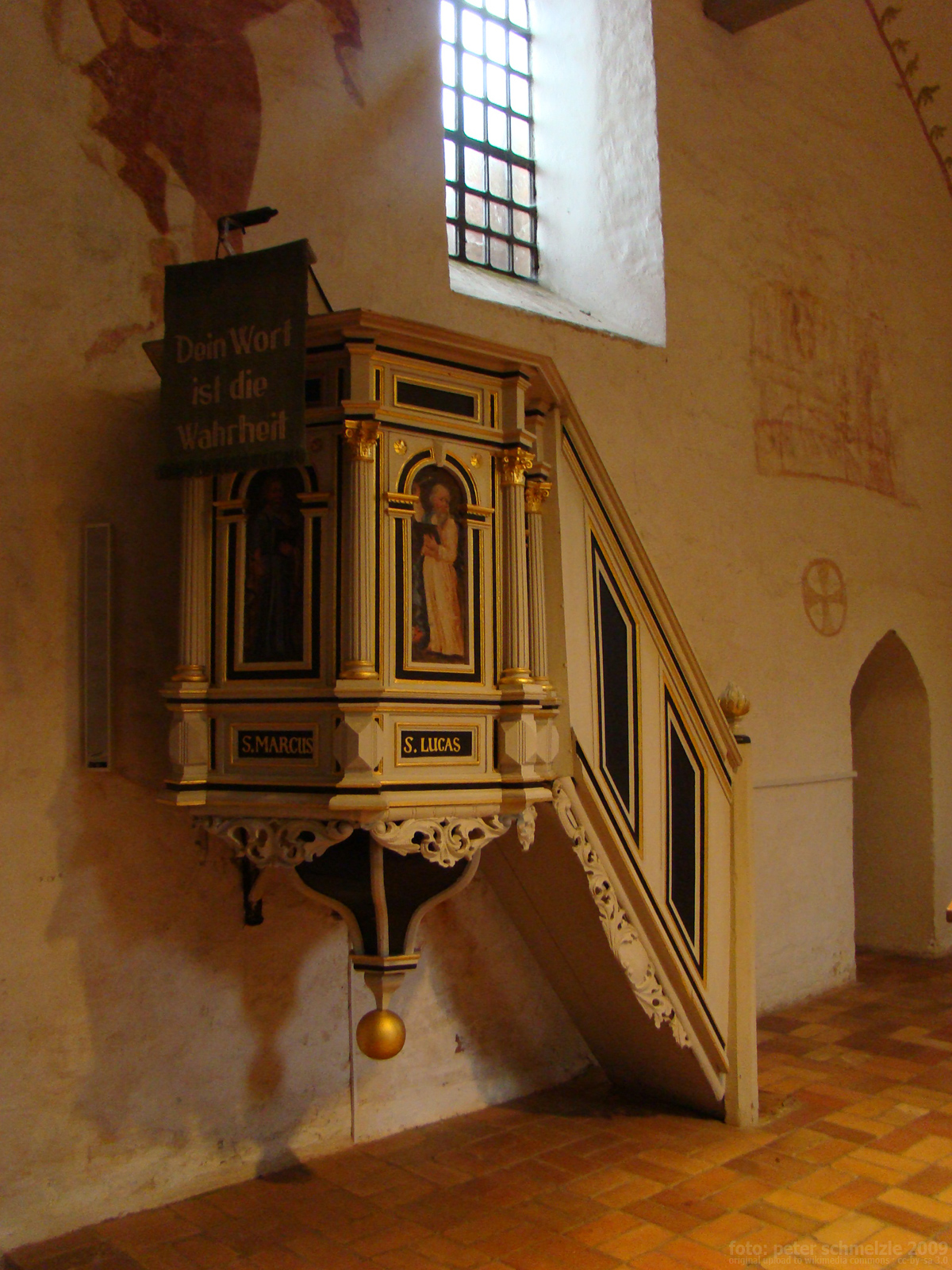
Kanzel